# Frans knoopje

Frans knoopje gereed en tijdens het borduren

Het Frans knoopje is een borduursteek die bestaat uit een bolletje dat boven op de stof ligt.
De steek wordt gemaakt door de naald van achteren naar voren door de stof te halen, op de plaats waar het knoopje moet komen. De draad wordt vervolgens dicht bij de stof twee of drie keer strak om de naald heen gewonden. De naald wordt door de lusjes heen getrokken en de lussen worden even netjes geschikt. Vervolgens wordt op de plaats waar de draad naar voren komt, de naald weer teruggestoken in de stof. De draad wordt niet te strak aangetrokken, omdat het knoopje daardoor zou verdwijnen
Het Frans knoopje kan in grootte variëren, afhankelijk van de dikte van de draad. Zo kan het knoopje zowel gemaakt worden met splijtzijde als met een dikke draad wol.

## Toepassingen

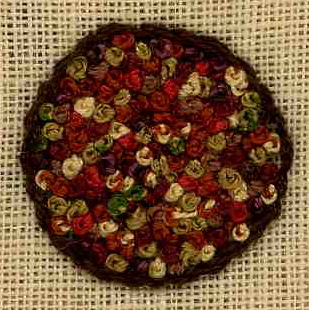
Een ontwerp met knoopjes van dikke wol in verschillende kleuren

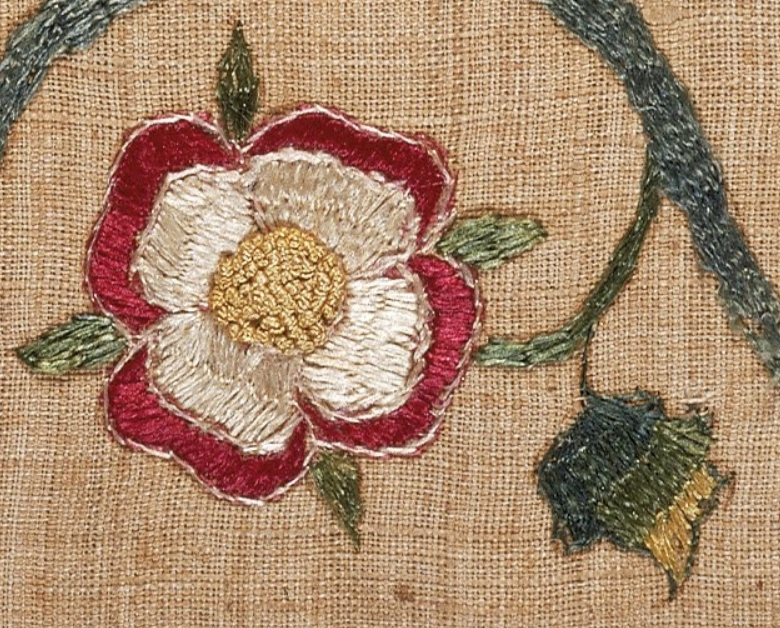
Borduurwerk uit de 18e eeuw. Het hart van de bloem is uitgevoerd in Franse knoopjes. De bloemblaadjes zijn geborduurd met de satijnsteek.

De knoopjes kunnen bijvoorbeeld gebruikt worden voor het oog van dieren, of als een rijtje decoratieve punten. Ook kunnen de knoopjes als vlakvulling gebruikt worden.